# Caridina thambipillai
Caridina thambipillai е вид десетоного от семейство Atyidae. Видът не е застрашен от изчезване.

## Разпространение и местообитание
Разпространен е в Малайзия (Западна Малайзия и Саравак) и Мианмар.
Обитава сладководни басейни и потоци.